# The Coca-Cola Company

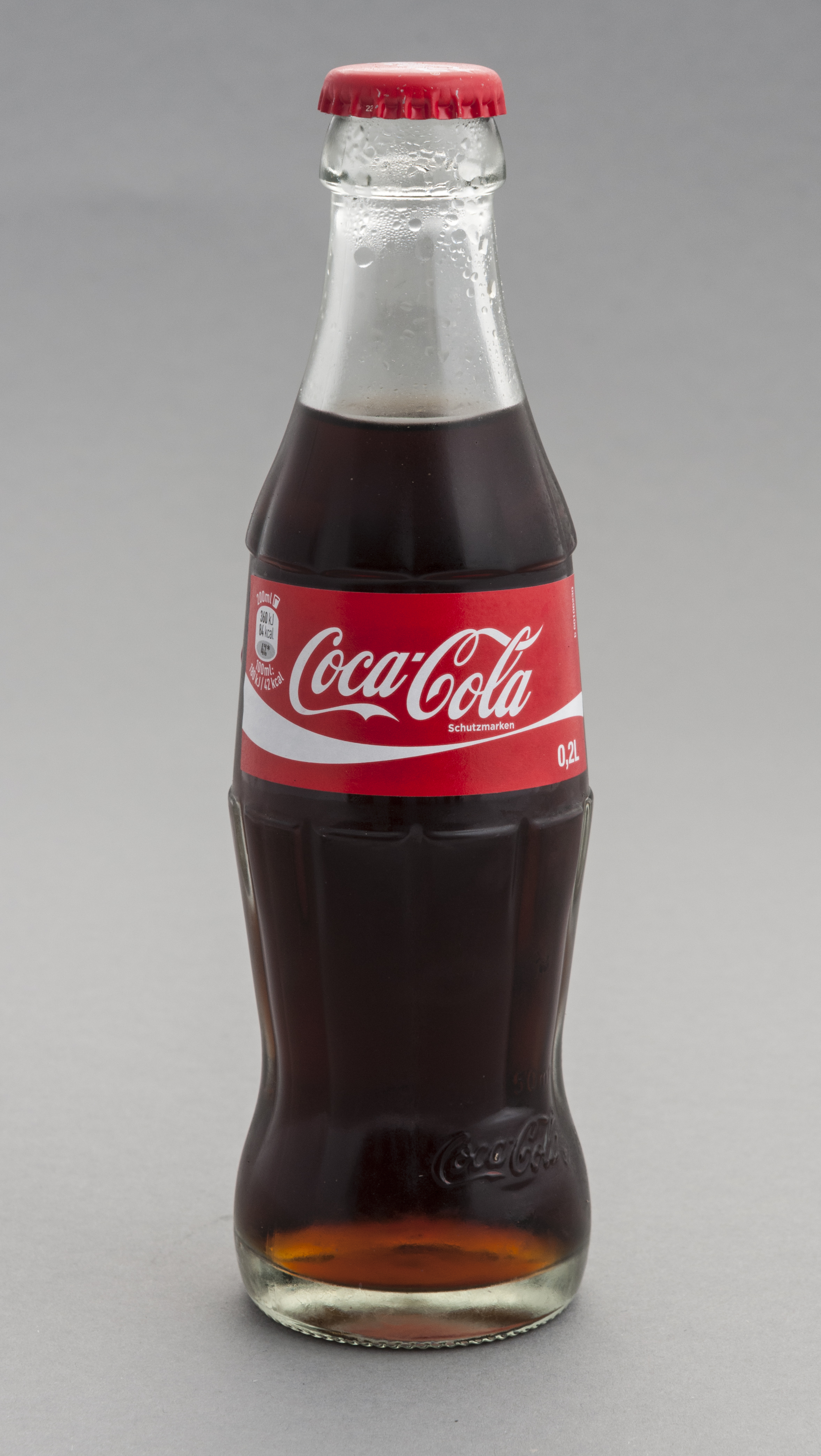
Láhev Coca-Coly

The Coca-Cola Company je obchodní společnost vyrábějící, distribuující a prodávající nealkoholické nápoje, sirupy a džusy. Je jednou z největších korporací ve Spojených státech amerických. Známá je zejména výrobou nealkoholického nápoje Coca-Cola, který vyrábí již od roku 1892. Sídlí v Atlantě v americkém státě Georgie.

## Produkty
Výběr značek z produkce The Coca-Cola Company:
- Coca-Cola („originál“, Zero, Zero Caffeine Free, Light, Cherry, Life, Vanilla, Caffeine Free)
- Diet Coke („dietní kola“)
- Natura
- Fanta
- Sprite
- Nestea
- Cappy
- Lift
- Barq's
- Tab
- Kinley
- Mr. Pibb
- Mello Yellow
- Vault

## Historie
Byla založena v roce 1886 lékárníkem Johnem Stithem Pembertonem a její původní značka vznikla spojením s Asa Candlerem a přeměnou na obchodní společnost v roce 1892.
Kolem roku 1900 začala společnost prodávat šťávu nezávislým plnicím společnostem, které koupily jejich licenci. První z nich byla v roce 1894 Biedenharn Candy Company v Mississippi, jejímž vlastníkem byl Joseph A. Biedenharn. Tento princip platí dodnes. Podle původního receptu nápoj obsahoval kokain v množství asi miligram na láhev. V roce 1902 byl jeho obsah snížen a od roku 1906 jej nápoj neobsahuje, ale koková příchuť zůstala.
Po Chandlerově smrti v roce 1919 rodina prodala „Coca-Colu“ za 25 milionů dolarů skupině obchodníků vedených Ernestem Woodruffem. O čtyři roky později byl prezidentem The Coca-Cola Company zvolen Robert Winship Woodruff, 33letý syn Ernesta Woodruffa. Ten řídil společnost dalších 60 let. Byl tím, kdo jako první pochopil, jak nesmírné možnosti v sobě skrývá mezinárodní distribuce. Jeho velkolepé představy se staly skutečností: nápoj je dnes k dostání prakticky kdekoliv na světě.
Když Spojené státy vstoupily do druhé světové války, Woodruff jednoznačně zformuloval svůj cíl: „Postaráme se o to, aby si každý americký voják mohl za 5 centů koupit láhev Coca-Cola, bez ohledu na to, kde slouží nebo kolik nás to bude stát“. Ve spolupráci s armádou USA společnost zajistila 64 výroben na plnění nápoje do láhví, které sloužily k zásobování amerických vojáků bojujících na frontách v Evropě, Africe i v tichomořské oblasti. S nápojem se tak seznámil celý svět. Stal se známým prakticky všude, kde se spojenci objevili. S návratem míru pak nastoupila Coca-Cola cestu celosvětové expanze.
V současnosti společnost nabízí přes 400 řad svých produktů v 312 státech či závislých teritoriích. Za rok 2007 měla výnosy 28,9 a zisk 7,2 miliardy dolarů, z toho z 37 % na domácím trhu a zbytek celosvětově. Ve všech svých pobočkách zaměstnává přes 90 tisíc zaměstnanců (což z ní činí jednoho z největších soukromých zaměstnavatelů na světě), kteří každý den dopraví k zákazníkům 1,5 miliardy nápojů. Má akcie na NYSE. Značka jejího pilotního nápoje byla v roce 2008 čtvrtá nejdražší na světě, v hodnotě 58,2 mld dolarů.
Současným CEO společnosti je James Robert B. Quincey.

## Kritika
Společnost se ohledně praktik spojených se vedením svých poboček v Indii je kritizována právě v této zemi. Ta se v některých částech potýká s kritickým úbytkem spodních vod, zejména vlivem jejího nadměrného čerpání. Továrny na Coca-colu v Indii čelí kritice za environmentálně neetické chování (resp. chování neslučitelné s dlouhodobou udržitelností), kdy neudržitelným tempem odčerpávají spodní vodu z daných lokalit pro produkci svých nápojů a ty následně odvezou na odbytiště vzdálená až tisíce kilometrů od daného místa, takže voda nemá šanci se přirozeným cyklem vrátit zpět.
BBC hrazená speciální studie z roku 2003 odhalila, že odpadní produkty indické pobočky Coca-coly, propagované jako fertilizéry, byla pro tento účel naprosto neúčinná a navíc obsahovala toxické chemikálie – překročeny byly limity pro některé kovy jako např. olovo a kadmium, které může způsobovat rakovinu. Laboratorní výzkumník David Santillo uvedl, že obzvlášť rozrušující je, že odpadem byly kontaminovány okolní vodní zdroje a limity olova byly překročeny i v nich. Oslovený odborník na jedy John Henry konstatoval, že „výsledky měly devastující následky pro ty žijící v okolních oblastech, kde byl tento odpad vysypán“ a dodal, že nejvíc tížící je efekt, který to má na místní ženy v těhotenství, a předpovídá zvýšení případů předčasných porodů, potratů a rození dětí s postižením.
Pro uvedení Coca-cola Zero byla nasazena virální kampaň, která rozšiřovala vědomě nepravdivé zprávy o údajné zvažované soudní žalobě ohledně napodobování příchuti tohoto produktu. Uvedení v Austrálii doprovázel skandál, ve kterém se přišlo na to, že propagace tohoto produktu byla vedena podvrženou předvojovou skupinou; zahrnovala grafitti a spamming odkazující na blog (stejně jako skupina i www stránky se falešně vydávaly za nezávislé). Kampaň byla shledána jako scestná. Coca-cola Zero určená pro Čínu, Venezuelu a některé další středoamerické země byla v červnu 2009 ve Venezuele zakázána pro obsah problematických umělých sladidel Acesulfamu, Aspartamu a především cyklamátu sodného, který byl v roce 1969 americkým FDA zakázán pro své „rakovinotvorné tumory a vrozené vady“. V srpnu 2012, krátce po skončení letních olympijských her v Londýně, jejichž byla společnost sponzorem, se pro zákaz Coca-Coly vyslovila další středoamerická země a to Kolumbie, prostřednictvím jeho ministra zahraničních věcí, který ji chce dostat z prodejních pultů do konce roku.
Podle studie Cambridgeské univerzity publikované v květnu 2019 v Journal of Public Health Policy, řada výzkumů vlivu produktů firmy Coca-Cola na zdraví často ani nebyla dokončena a publikována.